# Андрија Герић
Андрија Герић (Нови Сад, 24. јануар 1977) је српски психолог и бивши одбојкаш, олимпијски шампион.

## Каријера
Са одбојкашком репрезентацијом Југославије је освојио бронзану медаљу на Олимпијским играма 1996. у Атланти и златну медаљу на Олимпијским играма 2000. у Сиднеју. Поред олимпијских медаља, са репрезентацијом је освојио и сребро на Светском првенству 1998. године. Са репрезентацијом је још освојио златну медаљу на Европском првенству 2001. Висок је 2,03 m, и игра на позицији средњег блокера. Играо је за познате европске клубове као што су Лубе Мачерата из Италије и Фенербахче из Турске.

## Приватан живот
Ожењен је и има две кћерке. Дипломирани је психолог и мастер неуролингвистичког програмирања.